# Onesia danielssoni
Onesia danielssoni är en tvåvingeart som beskrevs av Hiromu Kurahashi 2001. Onesia danielssoni ingår i släktet Onesia och familjen spyflugor. Inga underarter finns listade i Catalogue of Life.